# Pfarrkirche Silberegg

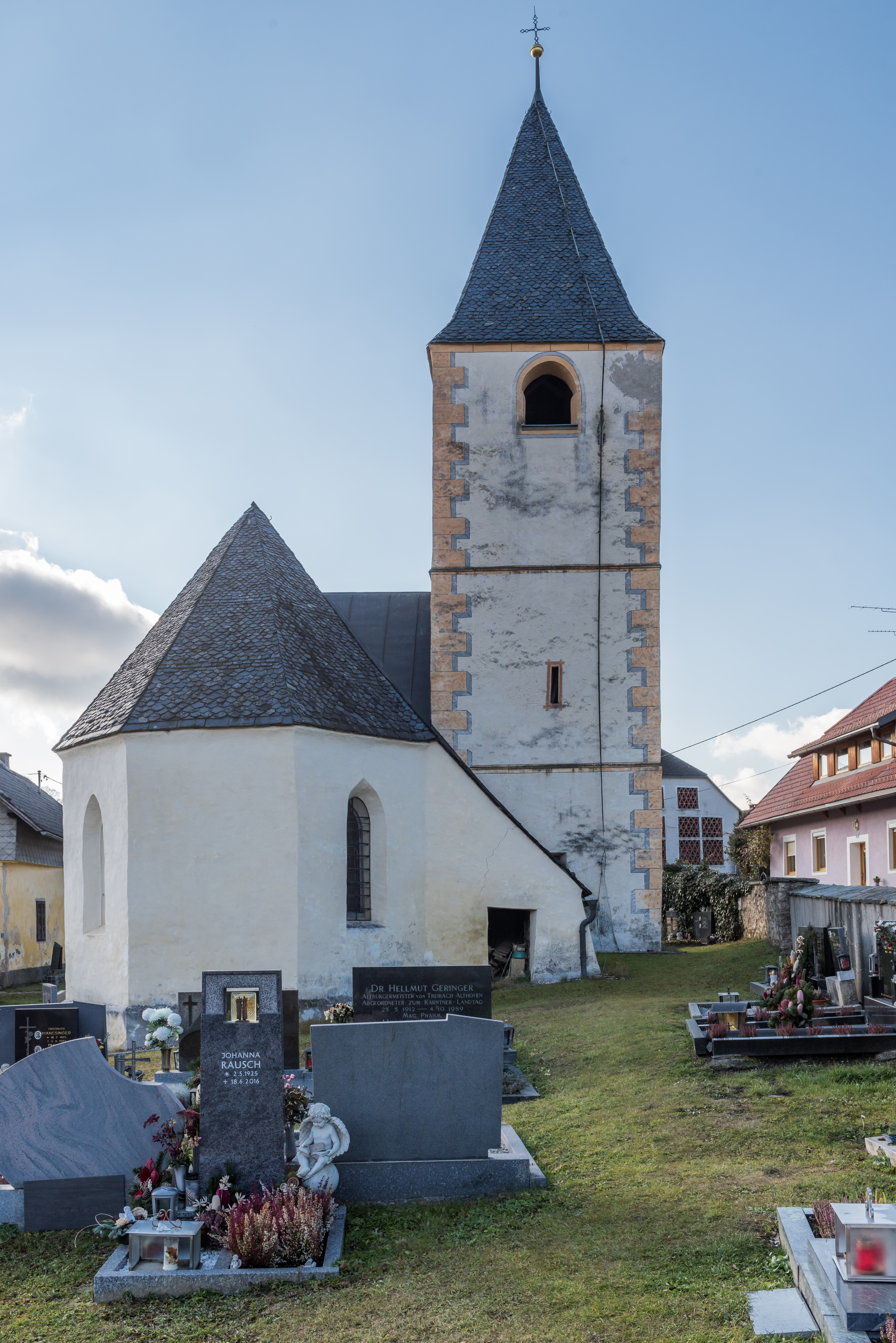
Katholische Pfarrkirche hl. Georg in Silberegg

Die römisch-katholische Pfarrkirche Silberegg steht in der Ortschaft Silberegg in der Gemeinde Kappel am Krappfeld im Bezirk Sankt Veit an der Glan in Kärnten. Die dem Patrozinium des hl. Georg unterstellte Pfarrkirche gehört zum Dekanat Krappfeld in der Diözese Gurk-Klagenfurt. Die Kirche und der Friedhof stehen unter Denkmalschutz (Listeneintrag).

## Geschichte
1202 wurde urkundlich eine Kirche genannt.
Die ehemals romanische Kirche wurde stark spätgotisch verändert und im Barock umgestaltet.

## Architektur
Das Kirchenäußere zeigt ein romanisches Langhaus aus der ersten Hälfte des 13. Jahrhunderts, das in der Gotik erhöht wurde, einen eingezogenen gotischen Chor und einen massiven Nordturm mit einem Spitzhelm, im nördlichen Chorwinkel und am Turm steht ein eingeschoßiger Anbau. 1992 wurde die Außenfärbelung der spätgotischen Architekturpolychromie am Turm wiederhergestellt.
Das Kircheninnere zeigt ein Langhaus mit einem barocken zweijochigen Kreuzgewölbe auf Mauerpfeilern. Der eingezogene einjochige Chor mit einem Fünfachtelschluss hat ein Spitztonnengewölbe mit Stichkappen. Die Sakristei befindet sich im gewölbten Turmerdgeschoß. Die Innenfärbelung wurde 1995 in der Raumfassung der Barockzeit restauriert und dabei Deckenmedaillons mit Evangelistendarstellungen freigelegt.

## Einrichtung
Der Hochaltar mit einem Tabernakel entstand im 18. Jahrhundert, das Hochaltarbild hl. Georg entstand im 19. Jahrhundert.
Der linke Seitenaltar aus dem vierten Viertel des 17. Jahrhunderts als Ädikula über einem hohen Sockel, gesprengten Segmentgiebel und eine kleine Ädikula als Aufsatz mit einfachen seitlichen Knorpelwerkohren, er zeigt das Altarblatt Verkündigung von P. Subic 1883 und zeigt im Aufsatz das Bild mit den Heiligen Maria und Anna. Die Kanzel entstand im vierten Viertel des 18. Jahrhunderts.
Die Orgel entstand im vierten Viertel des 17. Jahrhunderts und wurde 1996 restauriert.

## Grabdenkmäler
Außen
- Es gibt mehrere Grabsteine aus dem 17. Jahrhundert und einen Biedermeiergrabstein 1836.
- Es gibt einen alten Schwellenstein beim Friedhofstor mit zwei Kreuzen.

Innen
- Es gibt Wappengrabplatten aus dem zweiten Viertel des 16. Jahrhunderts, u. a. zu Hans von Silberegg, gestorben 1543.
- Neugotischer Grabstein aus 1894.